# Flatina liciata
Flatina liciata är en insektsart som beskrevs av Melichar 1901. Flatina liciata ingår i släktet Flatina och familjen Flatidae. Inga underarter finns listade i Catalogue of Life.